# Jerome Blake
Jerome Blake (ur. 18 sierpnia 1995 w Buff Bay) – kanadyjski lekkoatleta jamajskiego pochodzenia specjalizujący się w biegach sprinterskich.
W 2018 zdobył złoto mistrzostw Ameryki Północnej, Środkowej i Karaibów w sztafecie 4 × 100 metrów. Rok później biegł w finale igrzysk panamerykańskich w Limie. W 2021 zdobył srebro igrzysk olimpijskich w sztafecie 4 × 100 metrów. Uczestnik biegów na 100 oraz 200 metrów oraz zdobywca złotego medalu w biegu rozstawnym 4 × 100 metrów podczas światowego czempionatu w Eugene (2022).
Na igrzyskach olimpijskich 2024 zdobył złoty medal w sztafecie 4 × 100 metrów.
Medalista mistrzostw Kanady.

## Osiągnięcia
| Rok  | Impreza                  | Miejsce   | Konkurencja             | Lokata     | Wynik |
| ---- | ------------------------ | --------- | ----------------------- | ---------- | ----- |
| 2018 | Mistrzostwa NACAC        | Toronto   | bieg na 200 metrów      | 5. miejsce | 20,64 |
| 2018 | Mistrzostwa NACAC        | Toronto   | sztafeta 4 × 100 metrów | 1. miejsce | 38.56 |
| 2019 | Igrzyska panamerykańskie | Lima      | bieg na 200 metrów      | 6. miejsce | 20,66 |
| 2019 | Igrzyska panamerykańskie | Lima      | sztafeta 4 × 100 metrów | 4. miejsce | 39,00 |
| 2021 | Igrzyska olimpijskie     | Tokio     | sztafeta 4 × 100 metrów | 2. miejsce | 37,70 |
| 2022 | Mistrzostwa świata       | Eugene    | bieg na 100 metrów      | eliminacje | 10,16 |
| 2022 | Mistrzostwa świata       | Eugene    | bieg na 200 metrów      | półfinał   | 20,29 |
| 2022 | Mistrzostwa świata       | Eugene    | sztafeta 4 × 100 metrów | 1. miejsce | 37,48 |
| 2023 | Mistrzostwa świata       | Budapeszt | bieg na 100 metrów      | eliminacje | 10,29 |
| 2023 | Mistrzostwa świata       | Budapeszt | sztafeta 4 × 100 metrów | eliminacje | 38,25 |
| 2024 | World Athletics Relays   | Nassau    | sztafeta 4 × 100 metrów | 2. miejsce | 37,89 |
| 2024 | Igrzyska olimpijskie     | Paryż     | sztafeta 4 × 100 metrów | 1. miejsce | 37,50 |
| 2025 | World Athletics Relays   | Kanton    | sztafeta 4 × 100 metrów | 3. miejsce | 38,11 |

## Rekordy życiowe
- bieg na 60 metrów (hala) – 6,84 (2016)
- bieg na 100 metrów – 10,00 (2022)
- bieg na 200 metrów – 20,04 (2022)

23 lipca 2022 w Eugene Blake biegł na drugiej zmianie kanadyjskiej sztafety 4 × 100 metrów, która wynikiem 37,48 ustanowiła aktualny rekord kraju w tej konkurencji.